# Halictus inpilosus
Halictus inpilosus là một loài Hymenoptera trong họ Halictidae. Loài này được Ebmer mô tả khoa học năm 1975.